# Š̨
Š̨ (minuscule : š̨), appelé S caron ogonek, est un graphème utilisé dans la romanisation de l’avestique. Il s’agit de la lettre S diacritée d’un caron et d’un ogonek.

## Utilisation
A. V. Williams Jackson utilise le s caron ogonek dans la transcription de l’avestan en 1890.

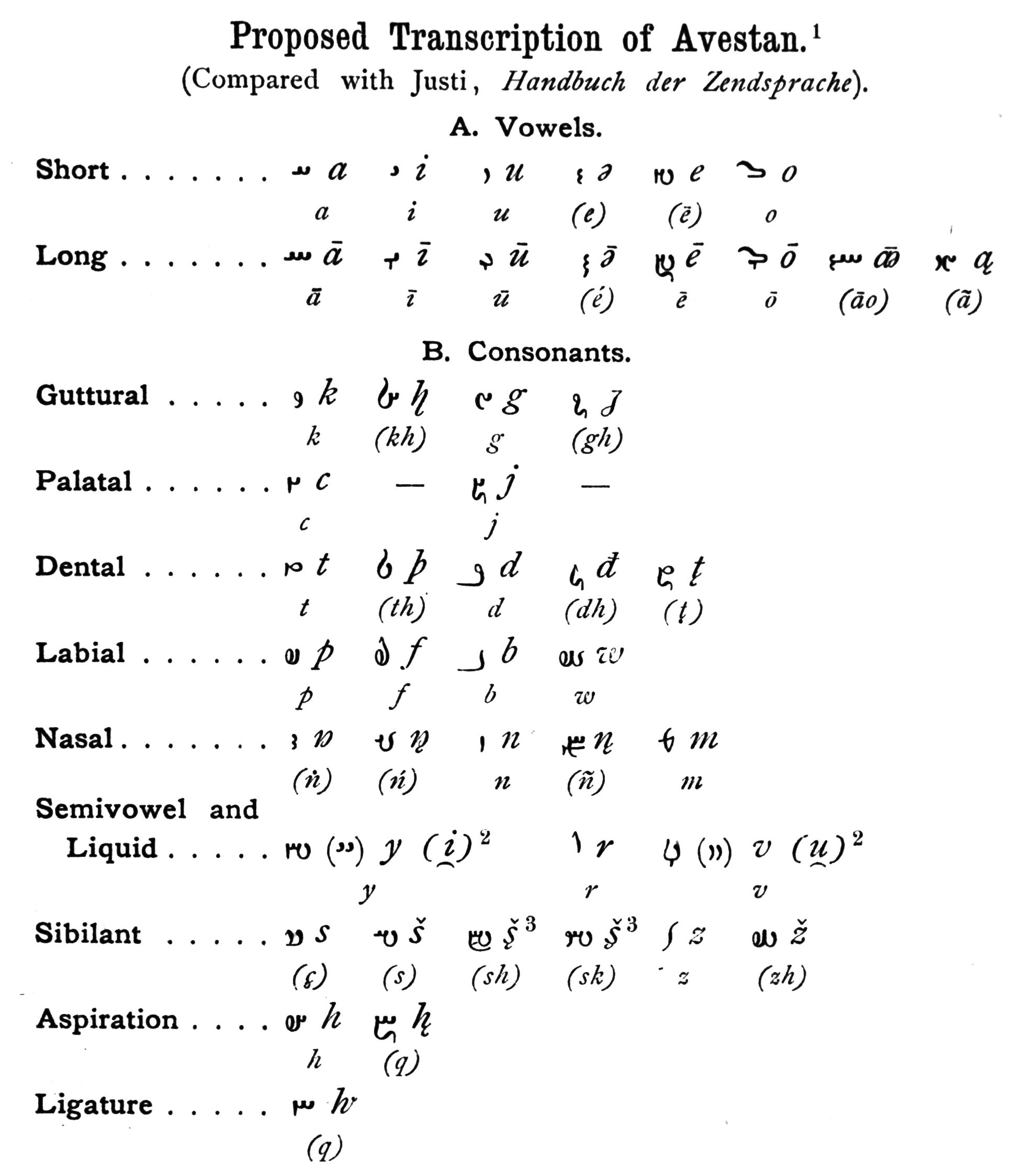
Tableau de transcription de l’avestan proposée dans Jackson 1890.

## Représentations informatiques
Le S caron ogonek peut être représenté avec les caractères Unicode suivants : 
- composé et normalisé NFC (latin étendu A, diacritiques) :

| formes    | représentations | chaînes de caractères | points de code | descriptions                                       |
| --------- | --------------- | --------------------- | -------------- | -------------------------------------------------- |
| capitale  | Š̨               | Š◌̨                    | U+0160 U+0328  | lettre majuscule latine s caron diacritique ogonek |
| minuscule | š̌               | š◌̨                    | U+0161 U+0328  | lettre minuscule latine s caron diacritique ogonek |

- décomposé et normalisé NFD (latin de base, diacritiques) :

| formes    | représentations | chaînes de caractères | points de code       | descriptions                                                   |
| --------- | --------------- | --------------------- | -------------------- | -------------------------------------------------------------- |
| capitale  | Š̨               | S◌̨◌̌                   | U+0053 U+0328 U+030C | lettre majuscule latine s diacritique ogonek diacritique caron |
| minuscule | š̨               | s◌̨◌̌                   | U+0073 U+0328 U+030C | lettre minuscule latine s diacritique ogonek diacritique caron |